# 150-та мотострілецька дивізія (РФ)
150-та гвардійська мотострілецька Ідрицько-Берлінська ордену Кутузова дивізія (150 МСД, в/ч 22265) — військове формування Сухопутних військ Росії у Південному військовому окрузі, створення якого почалося наприкінці 2014 року, після літньої кампанії війни на сході України. Дивізія представлена як спадкоємиця 150-ї стрілецької дивізії, сформованої у 1943 році, що брала участь у штурмі Рейхстагу.
Дивізія базується у м. Новочеркаську. Чисельність — 10,5 тисячі осіб.

## Передісторія
150-та стрілецька дивізія 3-го формування створена у вересні 1943 року зі 151-ї окремої стрілецької, 127-ї курсантської й 144-ї лижної бригад.
150-та стрілецька дивізія Червоної армії брала Рейхстаг. Штурмовий прапор 150-ї дивізії був встановлений над Рейхстагом розвідниками 756-го стрілецького полку Михайлом Єгоровим й Мелітоном Кантарією. У Російській Федерації цей прапор офіційно вважається прапором перемоги у Німецько-радянській війні.
Дивізія була розформована у 1946 році.

## Історія
За даними ІнформНапалму, дивізія почала формуватися наприкінці 2014 року. У березні 2016 року штаб Південного військового округу повідомив про розгортання нової дивізії. Її створення обумовлене неспроможністю російських бригад протистояти бригадам натівського зразка. Завершення формування дивізії заплановано на кінець 2017 року, на базі колишньої 33-ї окремої гірської мотострілецької бригади з Майкопу За даними Юрія Бутусова, з грудня 2016 року дивізія перебувала на полігоні Кадамівський у Ростовській області (РФ), а боєготовності з'єднання досягне у травні 2017 року.
За даними серпня 2017 року ІнформНапалму, формування дивізії повинне завершитися до кінця 2017 року.

### Російсько-українська війна
У квітні 2018 року, в Ростовській області в районі с. Петрівка було зафіксовано переміщення колони БМП-3. За припущенням ІнформНапалму, техніка належить 102-му або 103-му мотострілецькому полку. Деякі бойові машини мали затерті бортові номери, що є можливою ознакою того, що техніку збираються перекидати на тимчасово окупований український Донбас. В районі с. Большой Должик було також зафіксовано рух колони САУ 2С3 «Акація», що супроводжувалася машинами 1В13, 1В16, а також БТ-ЛБу із системою придушення радіосигналу для дистанційно керованих фугасів, що використовується для забезпечення безпеки від диверсій при супроводженні колон
3 березня 2022 року, згідно з повідомленнями у відкритих джерелах, в ході відбиття російського вторгнення в Україну було ліквідовано командира 103 мотострілецького полку (з дислокацією — м. Ростов-на-Дону) полковника Ісайкіна Олександра Івановича м. Ростов-на-Дону).
6 березня 2022 року, згідно з повідомленням пресслужби ОТУ «Схід», від початку російського вторгнення до України 150-та мотострілецька бригада втратила не менше 7 своїх БТГ. «Наразі важко сказати про точні дані про втрати російсько-фашистських сил, адже окупанти ретельно приховують правду. Однак, достеменно відомо, що протягом 10 діб відсічі кремлівської агресії, в районі відповідальності ОТУ „Схід“, щонайменше 7 батальйонних тактичних груп ворога втратили боєздатність», — йдеться в повідомленні. Також, 7 березня 2022 року, у військовому шпиталі в м. Ростові-на-Дону очікується доставлення понад 200 тіл загиблих військовослужбовців зі складу 150-ї дивізії.
15 березня 2022 року, силами полку «Азов» в ході відбиття російського вторгнення в Україну під час чергової спроби взяття росіянами Маріуполя, було ліквідовано командира 150-ї мотострілецької дивізії генерал-майора Олега Мітяєва.

## Структура
Станом на 2017 рік, структура дивізії має особливість — замість 3 мотострілецьких і 1 танкового полку, дивізія має 2 танкових і 2 мотострілецьких полки:
- 102-й мотострілецький полк, в/ч 91706 (Т-72Б3, БМП-3, 2С3)
- 103-й мотострілецький полк (Т-72Б3, БТР-82А, Мста-Б)
- 68-й гвардійський танковий полк, в/ч 91714 (Т-72Б3, БМП-3, 2С3)
- 163-й гвардійський танковий полк, в/ч 84839 (Т-72Б, БМП-3, 2С3)
- 933-й зенітний ракетний полк, в/ч 15269 (м. Міллерово) (Тор-М2)
- 381-й гвардійський артилерійський полк, в/ч 24390 (м. Ростов-на-Дону) (Мста-С, Мста-Б, Торнадо-Г)
- 174-й окремий розвідувальний батальйон (в/ч 22265, сел. Персіанівка)
- 258-й окремий батальйон зв'язку (в/ч 84881)
- 539-й окремий інженерно-саперний батальйон (м. Каменськ-Шахтинський)
- 293-й окремий батальйон матеріального забезпечення (в/ч 98591, м. Новочеркаськ, полігон Кадамовський)
- 195-й окремий медичний батальйон
- окрема рота БПЛА
- окрема рота РЕБ
- окрема рота РХБЗ
- інші підрозділи

## Командування
- Генерал-майор Болгарєв Петро Миколайович (2016—2018)[13];
- Генерал-майор Дзейтов Руслан Мусаєвич (2018—2019);
- Генерал-майор Елканов Володимир Хазретович (2019—2020);
- Генерал-майор Мітяєв Олег Юрійович (2020 — 15.03.2022)[12].